# Грозный (телеканал)
Чече́нская госуда́рственная телерадиокомпа́ния «Гро́зный» (сокр. ЧГТРК «Грозный») — вещательная организация Чеченской Республики в форме государственного бюджетного учреждения. Включает в себя радио «Грозный», а также региональный и спутниковый телеканал «Грозный». Информационное вещание идёт как на чеченском так и на русском языках. Штат ЧГТРК «Грозный» составляет более 300 человек. Является сетевым партнёром телеканала ОТР (Ежедневно с 06:00 до 07:00).

## История и программы
Грозненская телерадиокомпания начала вещание 23 марта 2003 года, в день проведение в Чечне конституционного референдума. В этот день Грозненское телевидение и радио, вышли в свой первый эфир, освещая ход голосования на референдуме по принятию Конституции Чеченской Республики, закона о выборах президента и парламента Чеченской Республики. На тот момент министром по делам информации и печати Чечни был Бислан Гантамиров в правительстве Ахмада Кадырова, а директором телерадиокомпании был назначен Али Гантамиров, двоюродный брат министра печати.
Техническая составляющая телерадиокомпании на период начала эфира: штат около 40 человек, 2 монтажных стола, 2 видеокамеры, неукомплектованные эфирные студии телевидения и радио.
2 сентября 2003 года, за месяц до выборы президента республики, Бислан Гантамиров, отказавшийся поддержать на выборах действующего главу республики Ахмата Кадырова, был уволен с поста главы министерства. Минпечати было объединено с министерством по делам национальностей и внешним связям, его возглавил бывший глава миннаца Таус Джабраилов, который также руководил предвыборным штабом Кадырова. Новый министр сразу же сменил директора телерадиокомпании, назначив Аламата Ельсаева. Тележурналисты пытались отстоять своего начальника Али Гантамирова, а когда это у них не получилось, решили уйти из компании, забрав и аппаратуру. Эфир грозненского телевидения был прерван 5 сентября и возобновился лишь 8 сентября. 5 октября 2003 года в Чечне состоялись выборы президента республики, на которых был избран Ахмат Кадыров.
В 2006 году организации был присвоен государственный статус. Распоряжение председателя правительства Рамзана Кадырова о придании организации государственного статуса было зачитано 23 марта 2006 года на праздновании трехлетия компании. 2 июня 2006 года «Грозненская телерадиокомпания» была переименована в «Чеченскую государственную телерадиокомпанию „Грозный“».
В ноябре 2008 года отмечалось пятилетие ЧГТРК «Грозный». К тому моменту, по словам министра по внешним связям, национальной политике, печати и информации Шамсаила Саралиева, было «полностью налажено информационное ежедневное вещание телевидения на чеченском и русском языках, а также ежечасный выход в эфир новостей радио. Запущено круглосуточное вещание, одиннадцать часов в сутки транслируется контент собственного производства. Модернизирована техническая база телерадиокомпании на всех уровнях».
В декабре 2008 года к аналоговому наземному вещанию телеканал добавил спутниковое вещание, которое позволило принимать сигнал ЧГТРК «Грозный» на территории России, Западной Европы, Азии и Северной Африки. Вещание осуществлялось через спутник Azerspace-1, а также посредством крупнейших российских операторов спутникового телевидения Триколор ТВ, НТВ-ПЛЮС и МТС ТВ.
С 2011 года запущено интернет-вещание сигнала телерадиокомпании. Практически весь эфирный видеоконтент размещается на официальном сайте Грозный ТВ.
С 1 января 2013 года изменились заставки и межпрограммное оформление к анонсам. Графический пакет ЧГТРК «Грозный» создан компанией Shandesign.
В конце 2014 года запущен в эксплуатацию новый аппаратно-студийный комплекс телекомпании. Это стало возможно благодаря финансовой поддержке главы Чеченской Республики Рамзана Кадырова и регионального общественного фонда им. А. Кадырова.
В 2017 году изменилось графическое оформление информационных программ «Новости» и «Новости 7».
Мультфильмы с 2023 года:
- Нусса
- Ча-Ча-Ча-Ча К1орнеш («Ми-Ми-Мишки»)
- Кехаташ («Бумажки»)
- Ц1енош («Домики»)
- Маса-Масал Бохуш («Аркадий Паровозов спешит на помощь!»)

Своей целью телеканал объявил повышение национально-культурного самосознания чеченцев, проживающих не только в Чеченской Республике, но и за её пределами, а также позиционирование Чеченской Республики за рубежом.

«Основная задача нашей телерадиокомпании — позиционировать Чеченскую Республику в медиапространстве России и Евразии как динамично и успешно развивающийся регион с мощным экономическим, культурным и спортивным потенциалом.»

## Руководство
- Али Гантамиров (март — сентябрь 2003)
- Аламат Ельсаев (сентябрь 2003 — май 2012)
- Адлан Бачаев (май 2012[8] — март 2017)
- Ахмед Дудаев (март 2017[9] — июнь 2020)
- Чингиз Ахмадов (с июня 2020)[10]

## Награды
ЧГТРК «Грозный» неоднократно становилась победителем различных конкурсов и премий, в том числе:
- В 2012 году — Национальная премия «Золотой луч» в номинации «Лучший кабельный канал в регионах»;
- В 2013 году — Национальная премия «Золотой луч» в номинациях «Выбор прессы» и «Выбор зрителей»[11][12].
- В 2013 году — Конкурс лучших СМИ Северного Кавказа. Первые места в номинациях «Лучшая телекомпания Северного Кавказа», «Лучшая радиостанция Северного Кавказа»[13][14].
- В 2017 году — ЧГТРК «Грозный» возглавил SMM-рейтинг телеканалов России. Список составлен Национальной ассоциацией телерадиовещателей России (НАТ) в городах с численностью населения менее 1 млн человек. В настоящее время количество подписчиков телерадиокомпании «Грозный» в сети Интернет превышает 500 тысяч.

Материалы сотрудников радио и телеканала «Грозный» неоднократно завоёвывали признание на Республиканском журналистском конкурсе «Золотое перо», который посвящён памяти первого Президента Чеченской Республики Ахмата Кадырова, Героя России:
- 2006: Лучший телевизионный материал — Лолита Хакимова, фильм «Чума 21 века»;
- 2007: Лучший дебют — Элита Ламхаева, передача «Утро с Грозным»;
- 2007: Лучший материал о формировании и развитии гражданского общества в Чеченской Республике — Тутаева Санета Мухадиновна, передача «Недопитая чаша жизни»;
- 2007: Лучший материал о молодёжи Чеченской Республики — Заурбеков Зелимхан Бувайсарович, молодёжная передача «АРЦ»;
- 2007: Первое место за радиопередачу «Литературное чтение» — Ахмед Гайтукаев;
- 2012: Первое место за лучшее произведение, посвященное памяти А. А. Кадырова — Алевтина Бонадыкова.

Сотрудники телерадиокомпании были отмечены в ряде других региональных, общероссийских и международных конкурсах, в том числе:
- 2012 год: Дельфийские игры, Милана Манаева — Первое место;
- 2012 год: Конкурс средств массовой информации Чеченской Республики на лучшую журналистскую работу «Служу Отечеству». Мурат Шахидов — первое место в номинации «Телевидение»;
- 2012 год: Лауреат премии Международного Артийского комитета в номинации «Журналист года». Зарета Алдамова;
- 2014: «ТЭФИ-регион», КОНКУРС «ПИТЧИНГ ИДЕЙ проектов телесериалов и телепрограмм, разработанных в форме кросс-медиа, которые создаются и развиваются в разных форматах», телепроект Мурата Шахидова «Незваные гости».
- 2015: Сотрудник телекомпании Дмитрий Ефремов стал лауреатом первого стипендиального конкурса среди журналистов Северного Кавказа. В октябре на конкурсе журналистов АСИ «Предпринимательство в России: история, проблемы, успехи» в номинации «Материал о предпринимательстве в эфире теле- или радиокомпании» Дмитрий Ефремов занял второе место с ток-шоу «Кавказская перспектива».
- 2015: Сапият Дахшукаева получила награду на экологическом фестивале «Меридиан надежды» (Санкт-Петербург). Фильм «Один день в Шарое» победил в номинации «За лучшее экранное воплощение любви к природе и родному краю».

Также сотрудники телерадиокомпании отмечены наградами и званиями Чеченской Республики:
- Адлан Бачаев — медаль «За заслуги перед Чеченской Республикой». (Указ Главы Чеченской Республики, декабрь 2012 года);[17] звание «заслуженный журналист Чеченской Республики»[18]
- Артур Арсанукаев — медаль «За заслуги перед Чеченской Республикой». (Указ Главы Чеченской Республики, декабрь 2008 года);
- Эзирали Шамсудинов — медаль «За заслуги перед Чеченской Республикой». (Указ Главы Чеченской Республики, декабрь 2011 года);
- Лолита Хакимова — медаль «За заслуги перед Чеченской Республикой». (Указ Главы Чеченской Республики, январь 2013 года);
- Эзирали Шамсудинов — Орден Кадырова. (Указ Главы Чеченской Республики, декабрь 2013 года).

Около 20 сотрудникам телерадиокомпании «Грозный» присвоено звание «Заслуженный журналист Чеченской Республики».
В 2014 году ЧГТРК «Грозный» завершила строительство нового аппаратно-студийного комплекса (АСК-2), а также техническое оснащение самого большого павильона, размером 500 м², который по итогам 2014 года был признан лучшим техническим решением в России в номинации «Инновационность» премии им. Владимира Зворыкина.
В декабре 2014 года, на проходившем в рамках работы II Форума СМИ СКФО конкурсе «Media Кавказ» ЧГТРК «Грозный» был признан лучшим в двух номинациях — «лучший телеканал года на Северном Кавказе» и «лучшая радиостанция Северного Кавказа». Также он был удостоен специальным дипломом Российской Футбольной Премьер-Лиги «За вклад в развитие отечественного футбола»
21 ноября 2015 года в честь Всемирного дня телевидения за вклад в развитие и совершенствование национальной журналистики, благодарственным письмом Главы Чеченской Республики награждён директор ЧГТРК «Грозный» Адлан Бачаев.
За заслуги в деле информационного обеспечения населения, освещении деятельности органов государственной власти Чеченской Республики, медалью «За заслуги перед Чеченской Республикой» награждена специальный корреспондент информационной редакции новостей ГБУ ЧГТРК «Грозный» Ясмина Гацаева.
Звание «Заслуженный журналист Чеченской Республики» удостоены корреспонденты ЧГТРК «Грозный» Магомед Солтымурадов, Алхазур Муцураев и Зура Саламова.
За многолетний добросовестный труд отмечены: шеф-редактор редакции новостей телеканала «Грозный» Аза Исаева, шеф-редактор художественно-развлекательных программ телеканала «Грозный» Любовь Арсалиева, шеф-редактор интернет-редакции телеканала «Грозный» Дмитрий Ефремов. Почетный знак получил корреспондент телеканала «Грозный» Асламбек Магомаев, режиссёр Магомед Чекуев, видеооператор Магомедсалах Мовсаев, а также главный выпускающий отдела выпуска телевидения Хава Дельмаева.